# دریاچه توسولا
دریاچهٔ توسولا یا دریاچهٔ توسولان‌یاروی (فنلاندی: Tuusulanjärvi؛ سوئدی: Tusby träsk) نام یک دریاچه در منطقهٔ توسولا در کنار شهر یارونپا در استان فنلاند جنوبی است.
وسعت این دریاچه ۶٫۰ کیلومتر مربع است و از اوایل قرن بیستم، ساحل آن محل زندگی یا گردهمایی هنرمندان بوده‌است.
خانهٔ ژان سیبلیوس موسوم به آینولا در کنار این دریاچه واقع شده است.